# Toledo (Washington)
Toledo az Amerikai Egyesült Államok északnyugati részén, Washington állam Lewis megyéjében elhelyezkedő város. A 2010. évi népszámlálási adatok alapján 725 lakosa van.
A Pugets Sound Agricultural Company 1839-ben nyitotta meg a Cowlitz Farmot. Toledo nevét a Kellogg Transportation Company hajójáról kapta. A helység 1892-ben alakult várossá.
A város iskoláinak fenntartója a Toledói Tankerület.

## Éghajlat
A város éghajlata mediterrán (a Köppen-skála szerint Csb).
| Hónap                                   | Jan.  | Feb.  | Már.  | Ápr. | Máj. | Jún. | Júl. | Aug. | Szep. | Okt. | Nov.  | Dec.  | Év    |
| --------------------------------------- | ----- | ----- | ----- | ---- | ---- | ---- | ---- | ---- | ----- | ---- | ----- | ----- | ----- |
| Rekord max. hőmérséklet (°C)            | 17,0  | 22,0  | 27,0  | 32,0 | 34,0 | 36,0 | 39,0 | 40,0 | 38,0  | 36,0 | 22,0  | 17,0  | 40,0  |
| Átlagos max. hőmérséklet (°C)           | 7,4   | 10,4  | 13,1  | 15,8 | 19,0 | 22,4 | 26,0 | 26,0 | 23,4  | 17,2 | 10,6  | 7,2   | 16,6  |
| Átlagos min. hőmérséklet (°C)           | 0,7   | 1,2   | 2,4   | 4,0  | 6,5  | 9,0  | 10,2 | 10,0 | 8,0   | 5,1  | 3,2   | 1,2   | 5,1   |
| Rekord min. hőmérséklet (°C)            | −18,0 | −16,0 | −11,0 | −5,0 | −3,0 | −1,0 | −1,0 | −1,0 | −4,0  | −9,0 | −16,0 | −19,0 | −19,0 |
| Átl. csapadékmennyiség (mm)             | 176   | 128   | 120   | 80   | 58   | 51   | 19   | 36   | 59    | 95   | 161   | 176   | 1159  |
| Forrás: Western Regional Climate Center |       |       |       |      |      |      |      |      |       |      |       |       |       |

## Népesség
A 2010-es népszámláláskor a városnak 725 lakója, 274 háztartása és 199 családja volt. A népsűrűség 710,8 fő/km2. A lakóegységek száma 304, sűrűségük 298 db/km2. A lakosok 91%-a fehér,  2,6%-a indián, 0,8%-a ázsiai, 0,3%-a a Csendes-óceáni szigetekről származik, 2,3%-a egyéb, 2,9%-a pedig kettő vagy több etnikumú. A spanyol vagy latino származásúak aránya 7% (   )
A háztartások 42%-ában élt 18 évnél fiatalabb. 45,3% házas, 20,8% egyedülálló nő, 6,6% egyedülálló férfi, 27,4% pedig nem család. 22,6% egyedül élt; 13,1%-uk 65 éves vagy idősebb. Egy háztartásban átlagosan 2,65 személy élt; a családok átlagmérete 3,04 fő.
A medián életkor 35,2 év volt. A város lakóinak 28,4%-a 18 évesnél fiatalabb, 11,4% 18 és 24 év közötti, 22%-uk 25 és 44 év közötti, 24%-uk 45 és 64 év közötti, 14,1%-uk pedig 65 éves vagy idősebb. A lakosok 46,6%-a férfi, 53,4%-a pedig nő.

## Fordítás
- Ez a szócikk részben vagy egészben  a   Toledo, Washington című angol Wikipédia-szócikk ezen változatának fordításán alapul.  Az eredeti cikk szerkesztőit annak laptörténete sorolja fel. Ez a jelzés csupán a megfogalmazás eredetét és a szerzői jogokat jelzi, nem szolgál a cikkben szereplő információk forrásmegjelöléseként.